# Nissan Sunny
Nissan Sunny – samochód osobowy klasy niższej-średniej, produkowany przez koncern Nissan od 1966 roku do chwili obecnej.

## Historia
Do początku lat osiemdziesiątych XX w., koncern Nissan produkował samochody osobowe, przeznaczone na eksport pod marką Datsun. Pierwszy Nissan Sunny znany był poza Japonią jako Datsun 1000.

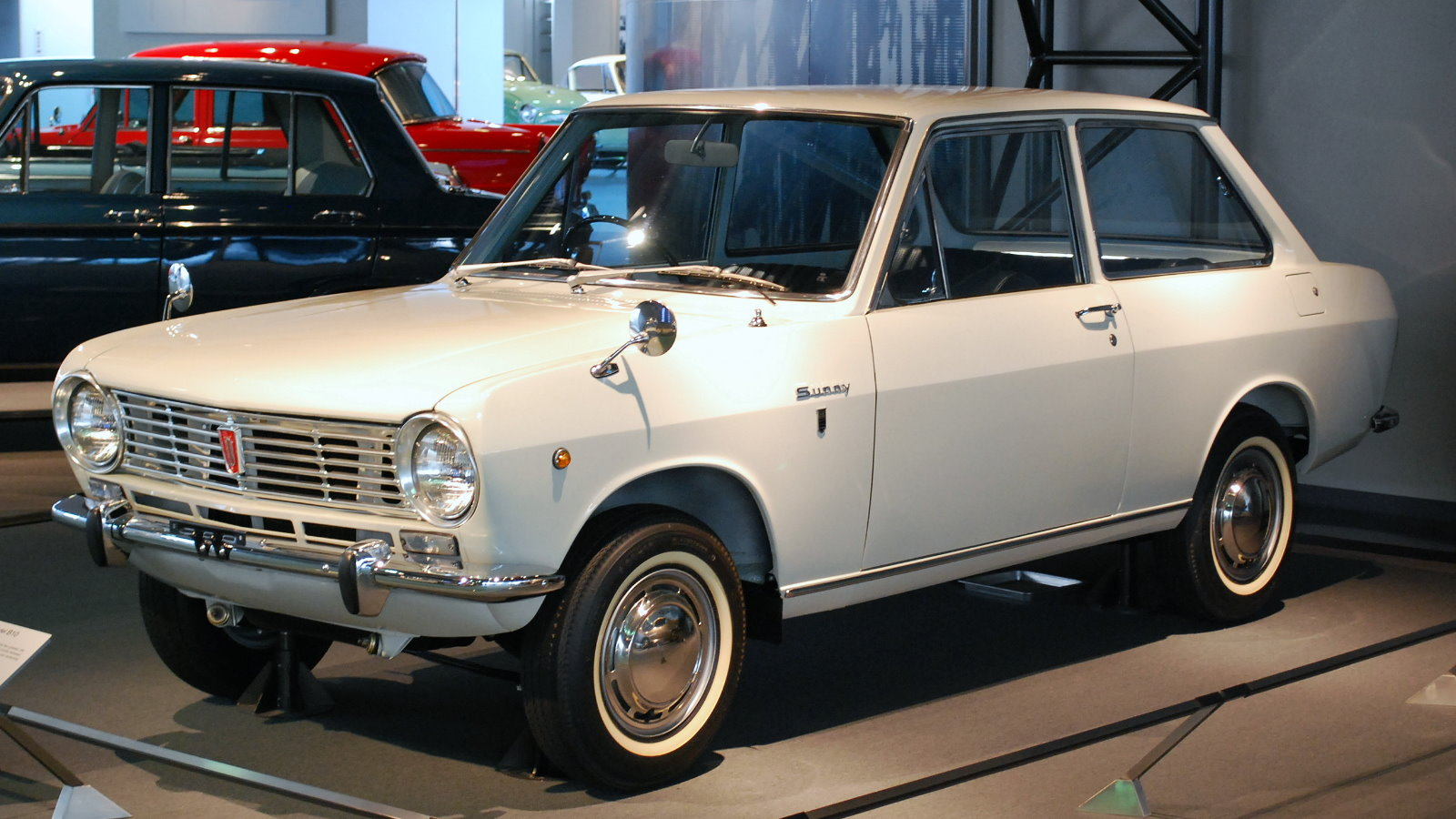
Datsun Sunny B10 – pierwsza generacja

### Nissan jako Datsun
Modele Datsunów noszących nazwę Nissan Sunny:
- B10 (1966 – 1969) – Nissan Sunny / Datsun 1000
- B110 (1970 – 1973) – Nissan Sunny / Datsun 1200
- B210 (1974 – 1978) – Nissan Sunny / Datsun 120Y, Datsun 210
- B310 (1977 – 1982) – Nissan Sunny / Datsun 120Y, Datsun 140Y

### Nissan Sunny

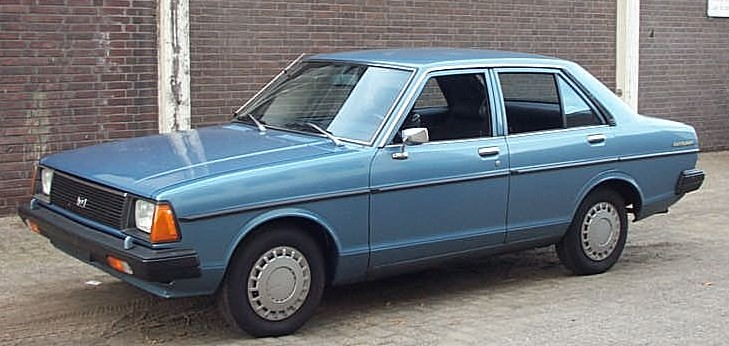
Datsun Sunny 140Y 1980-1981 (B310)

Od roku 1982 rozpoczęła się zmiana marki. Model B11 występował już nie jako Datsun, ale jako Nissan/Datsun Sunny. Tak zwana "japońska" wersja Sunny, sprzedawana w Ameryce Północnej jako Sentra, oznaczana jest w kodzie wewnętrznym literą B a wersja "europejska" (sprzedawana również poza Europą, np. w Japonii jako Pulsar) literą N. Poprzedni model oznaczany tą literą, to Cherry, zwany też Pulsar (modele N10 i N12).

#### B11

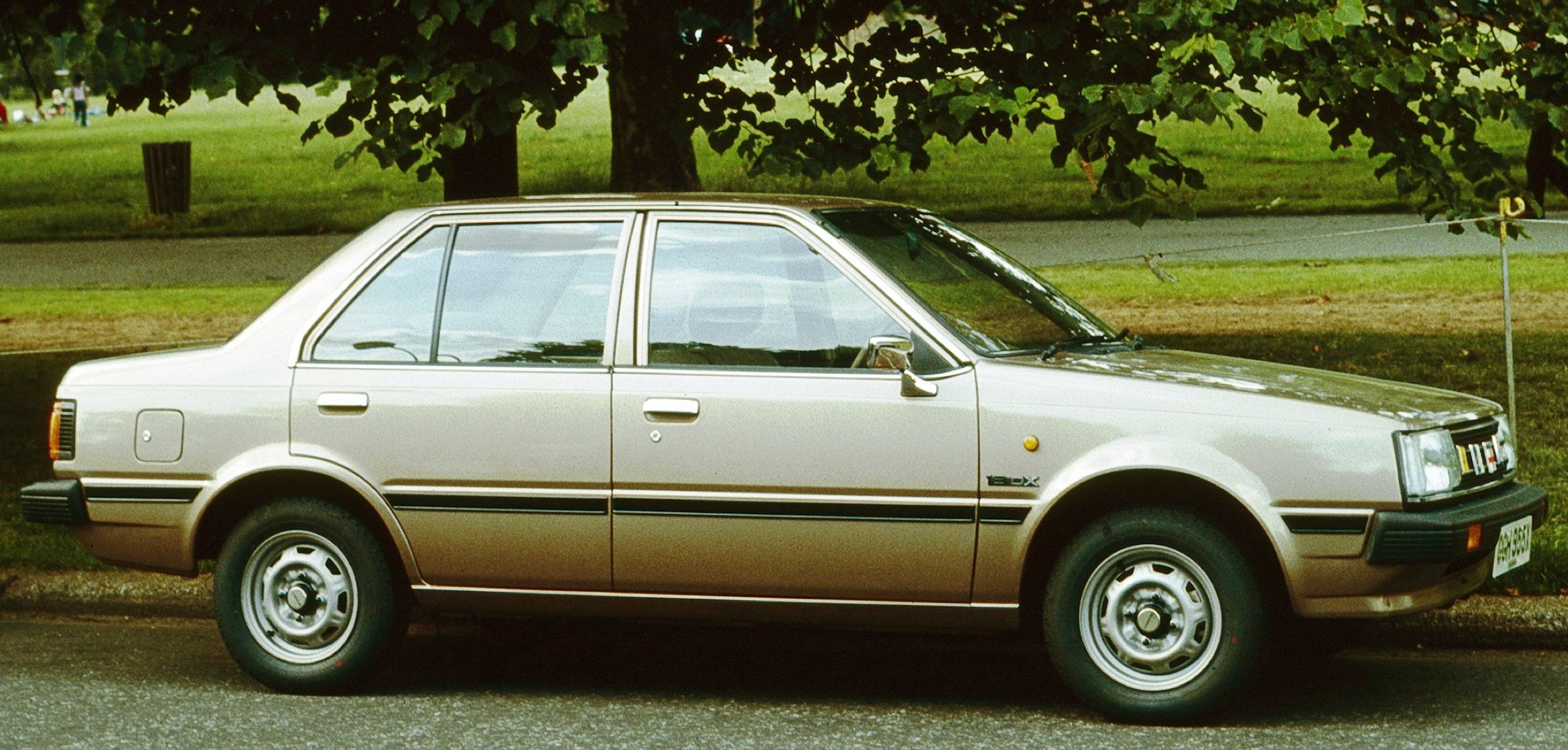
Nissan Sunny Sedan 1982.

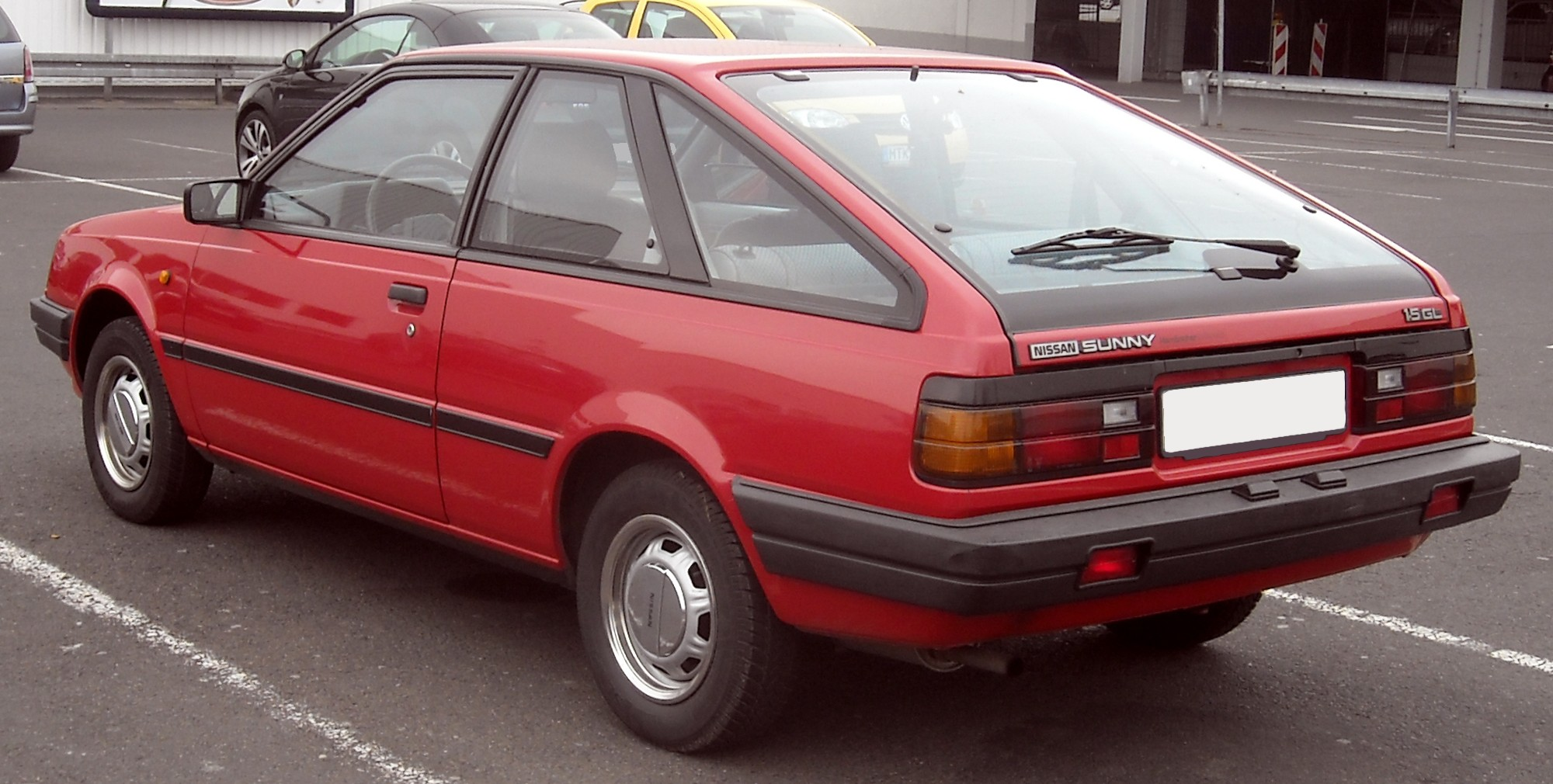
Nissan Sunny B11 Coupe

Nissan Sunny B11, produkowany w latach 1982–1986, był pierwszym modelem Nissana tej klasy wyposażonym w przedni napęd. W stosunku do poprzednika miał dużo bardziej funkcjonalne wnętrze.  Dostępne były nadwozia typu: 2 i 4-drzwiowy sedan, 3 i 5-drzwiowy hatchback i 5-drzwiowe kombi. Do napędu służyły silniki o pojemnościach 1,3 (56 KM) i 1,5 l (72 KM) i 1,7 l Diesel.

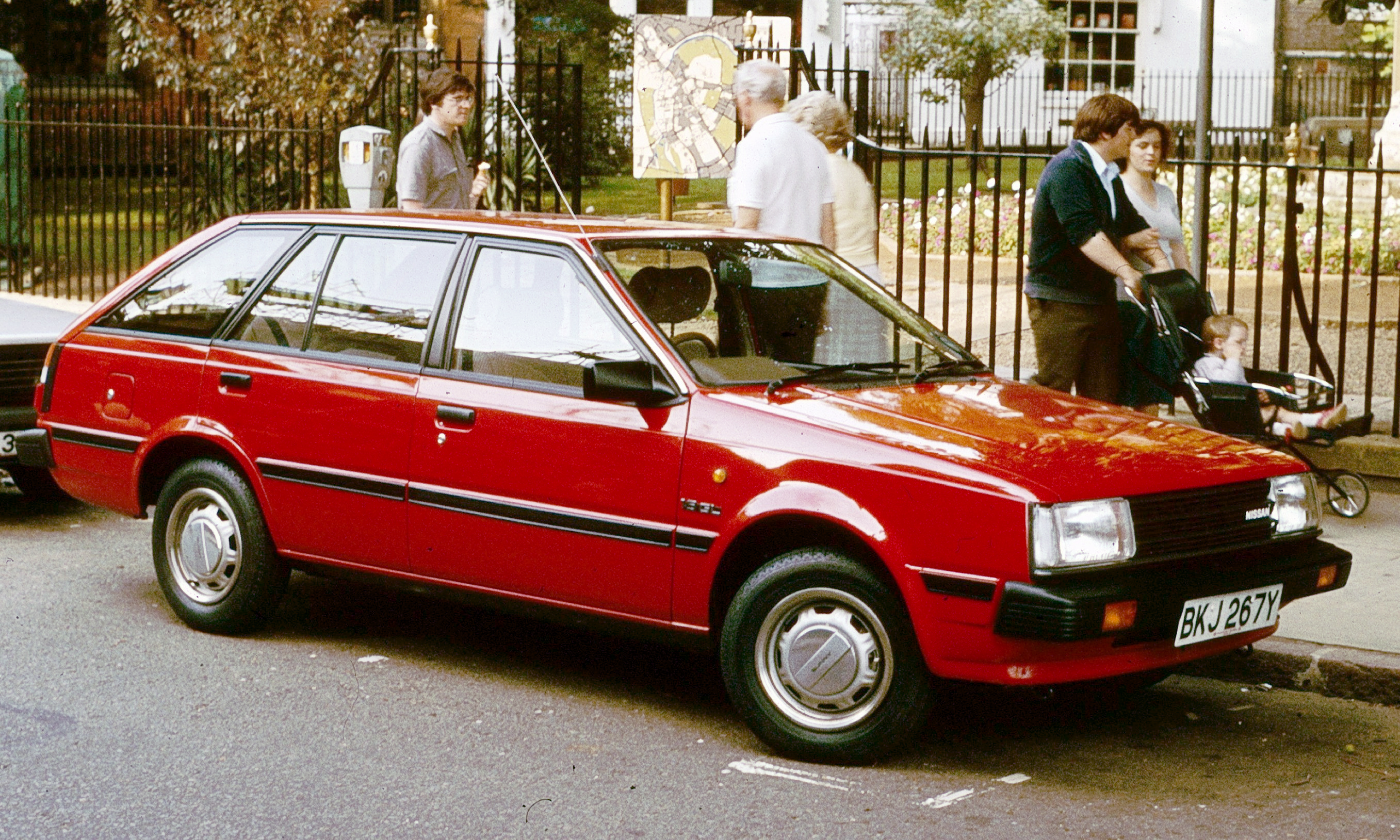
Nissan Sunny B11 Traveller

#### B12/N13

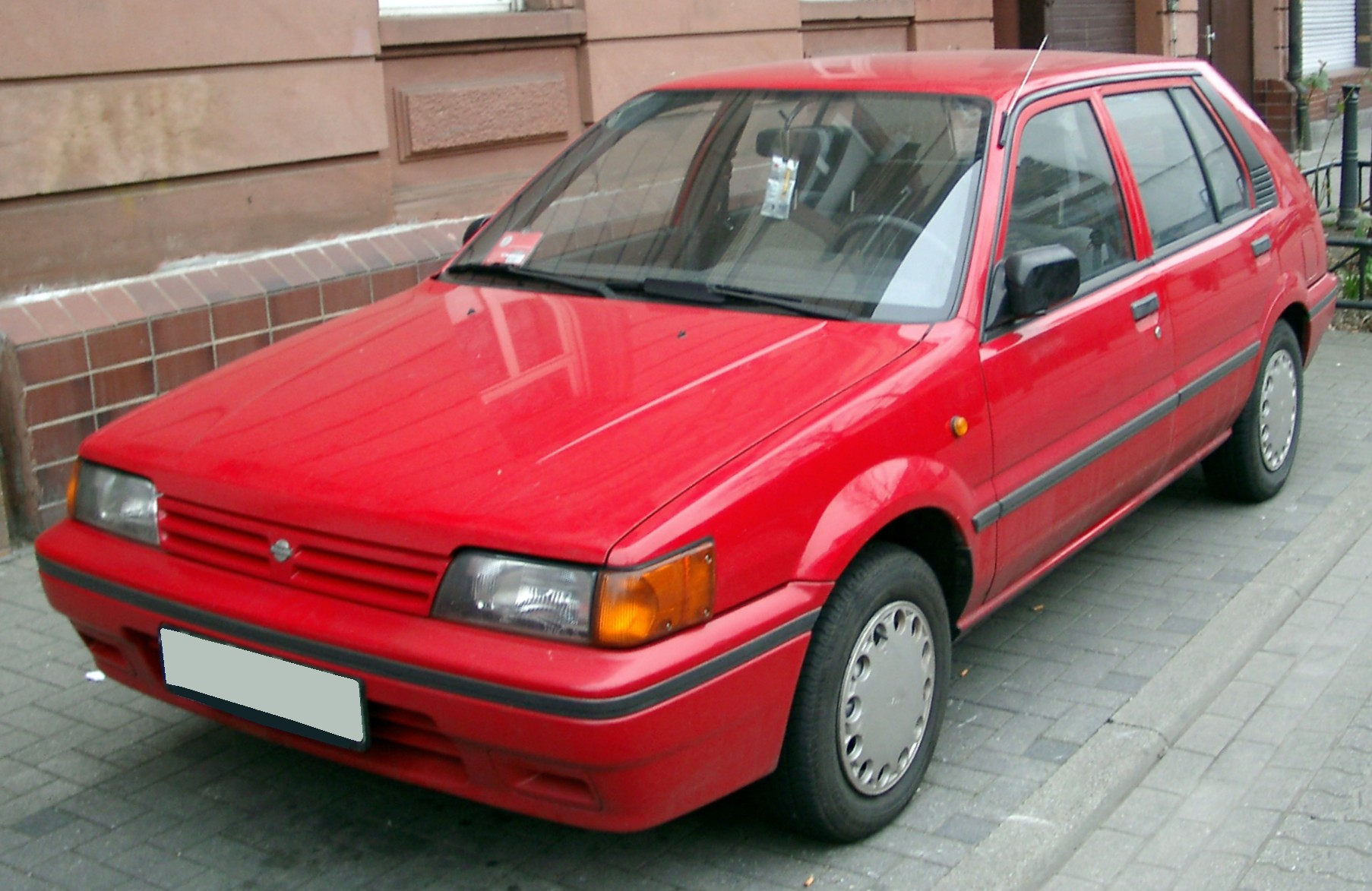
Nissan Sunny N13

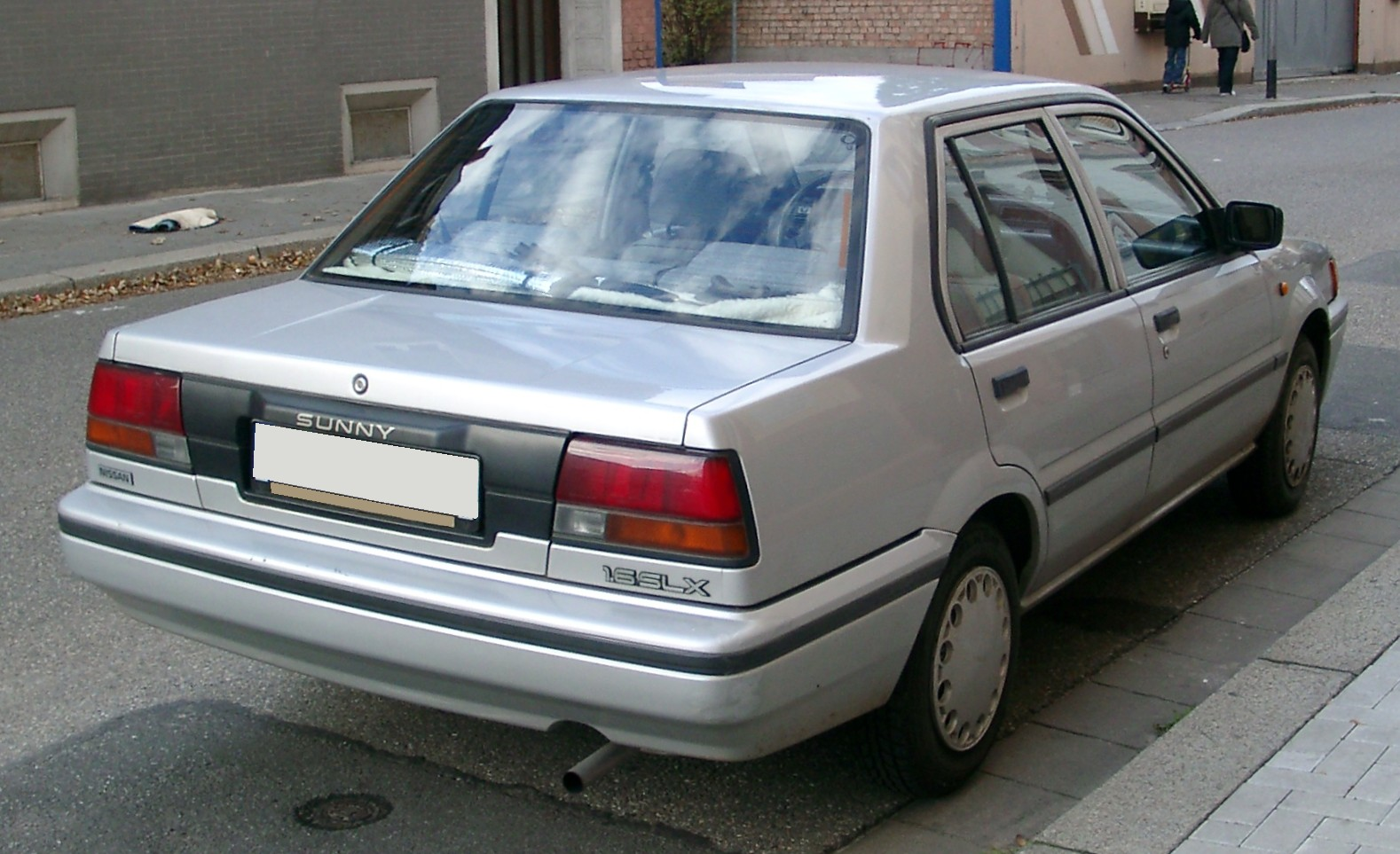
Nissan Sunny sedan

Sprzedaż Sunny/Sentra B12 wystartowała w roku 1985 i trwała cztery lata. Oprócz wersji przednionapędowej dostępna była też wersja z napędem na obie osie.
Sunny N13 pojawił się w Europie w 1986 roku. Technicznie był bardzo zbliżony do modelu B12, lecz nadwozie zaprojektowano od nowa. Do napędu posłużyły silniki benzynowe o pojemnościach 1,0 (50 KM), 1,3 (60 KM), 1,4 (75 KM), 1,6 (90 i 115 KM) i 1,8 (125 KM) oraz 1,7 (54 KM) D. Obok 3 i 5-drzwiowego hatchbacka, sedana i kombi, dodatkową propozycję stanowił trzydrzwiowy model coupé Pulsar NX. Produkcję zakończono w 1991 roku.

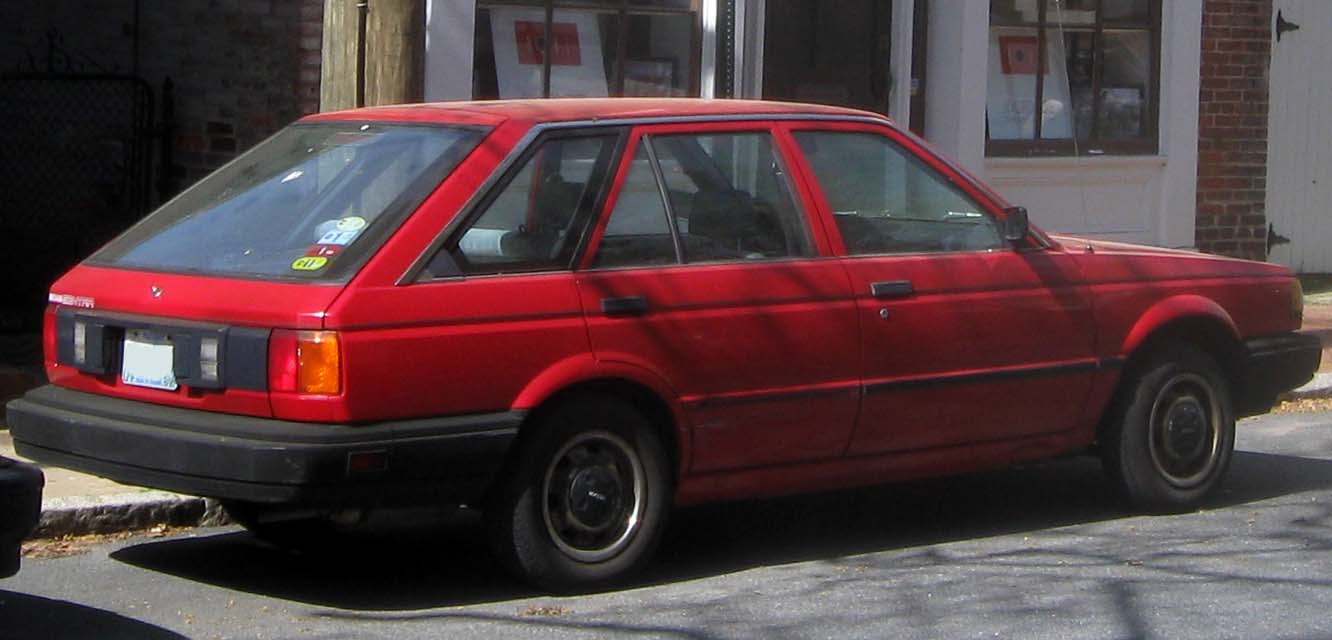
Nissan Sunny Traveller

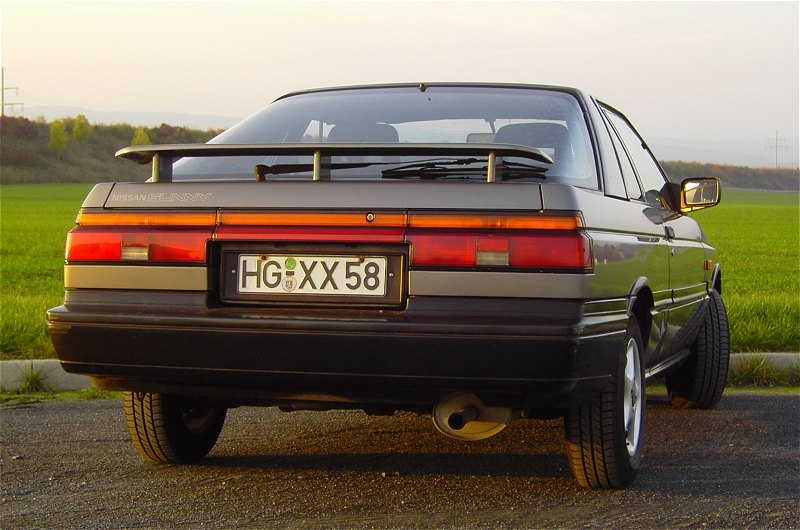
Nissan Sunny Coupé B12, E16i

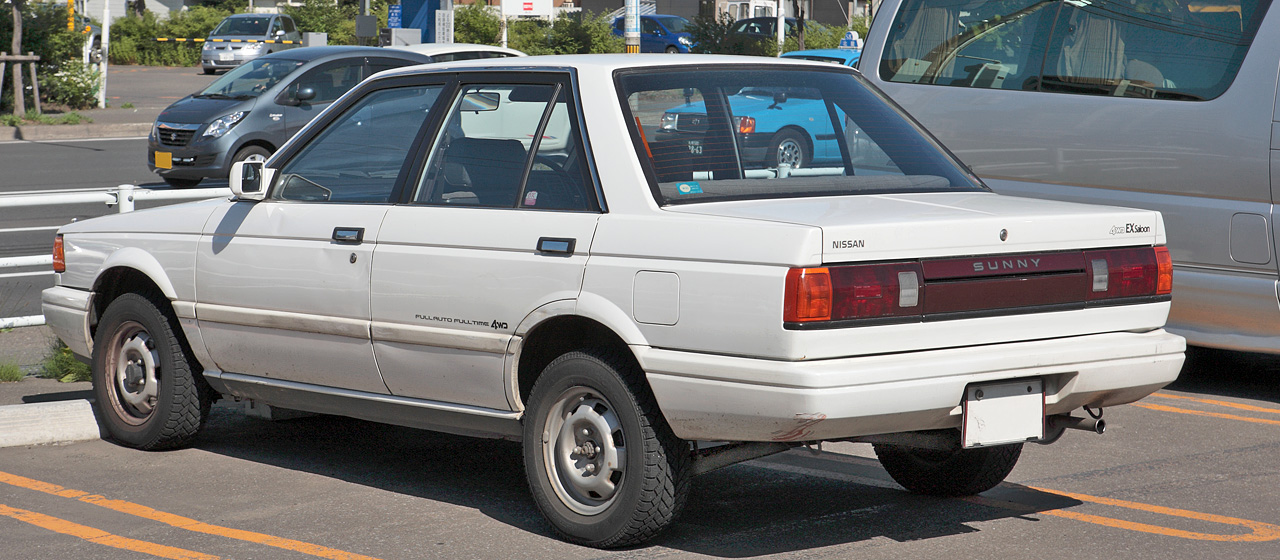
Nissan Sunny B12, 1987-1990

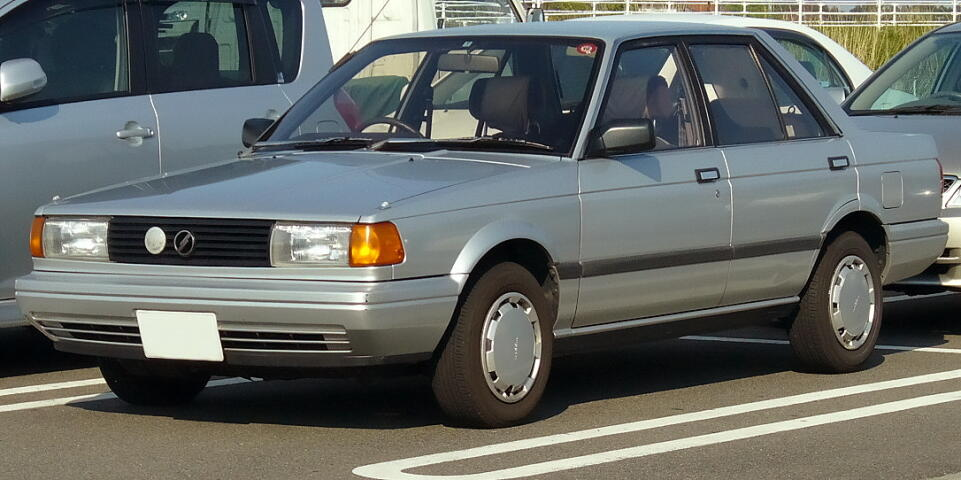
Nissan Sunny B12, 1987-1990

#### B13/N14

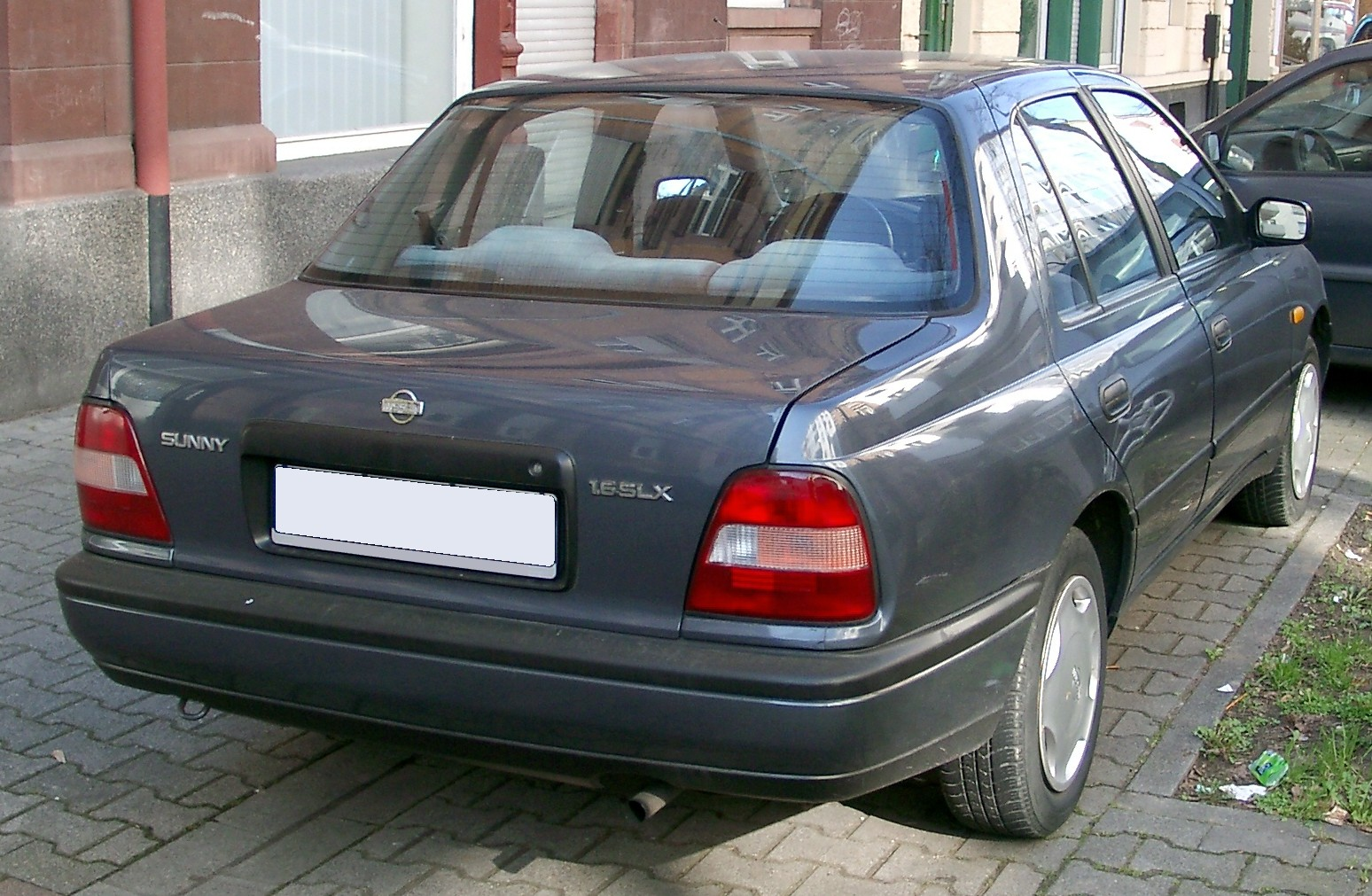
Nissan Sunny sedan, tył

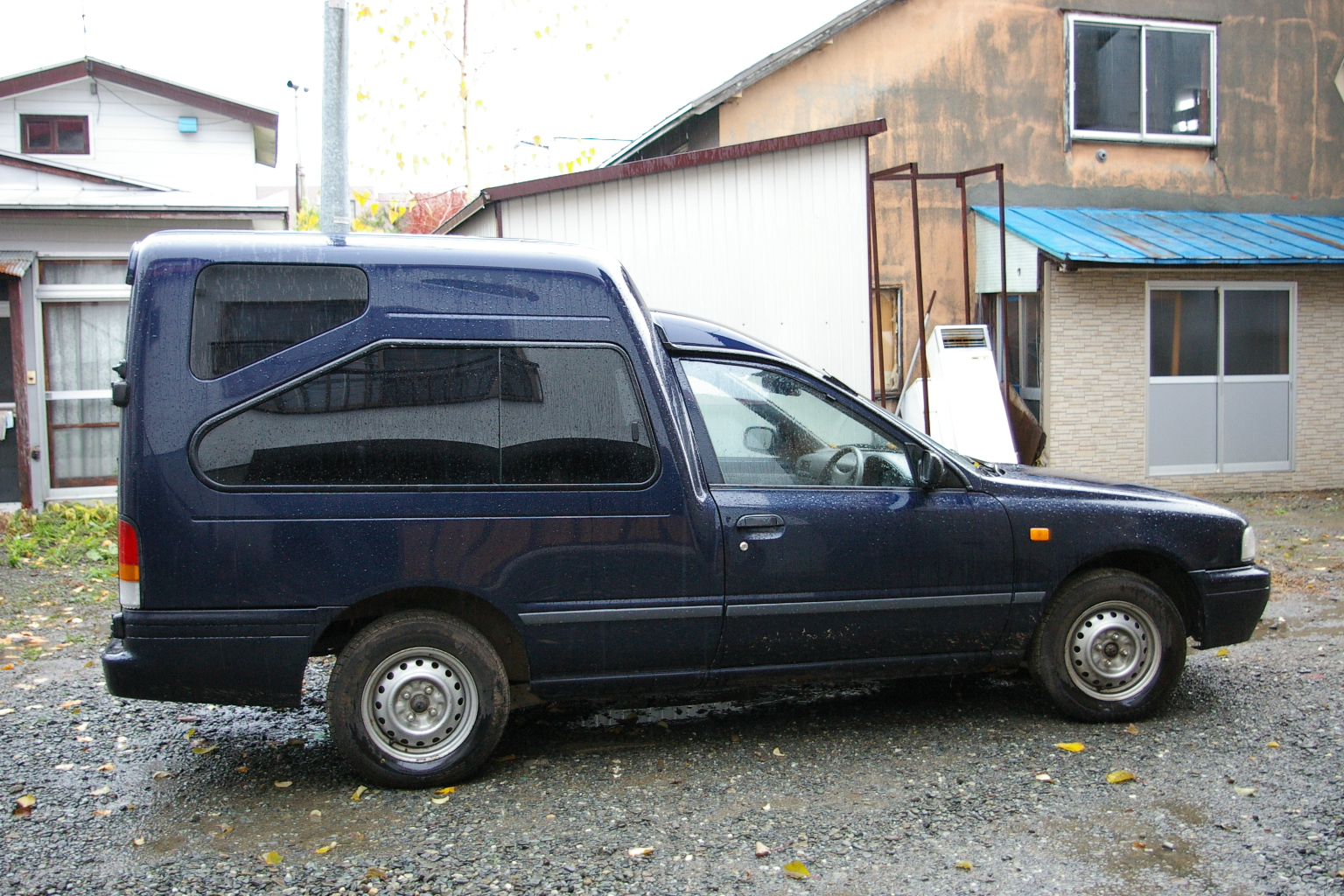
Nissan Sunny Van, AD-MAX Y10L,1991-1996

W 1989 r. zaprezentowano Sunny/Sentra B13. Jednak to nie jedyne nazwy tego modelu, gdyż w Meksyku nosił nazwę Tsuru (był tam produkowany do 2017 roku). 2 lub 4-drzwiowy sedan napędzany był silnikami o pojemnościach 1.4 (86 KM), 1.6 (110 KM) i 2.0. (140 KM). Jego produkcję zakończono w 1994 r.
W 1991 zadebiutował Sunny/Pulsar N14, technicznie niemal identyczny z modelem B13. Do wyboru były nadwozia typu: 3-drzwiowy hatchback, 5-drzwiowy liftback, 4-drzwiowy sedan, kombi (Traveller) a na niektórych rynkach także pick-up. Wygląd wersji kombi i pick-up odbiegały nieco od pozostałych modeli. Różniły się przednią częścią nadwozia, inne w nich były m.in. reflektory, migacze i drzwi przednie. Do napędu Sunny posłużyły silniki benzynowe o tych samych pojemnościach co w B13, lecz odpowiednio o mocach 75 (pod koniec produkcji 87), 90 (lub 102 z wielopunktowym wtryskiem paliwa) i 143 KM (3-drzwiowe i 5-drzwiowe GTi). Sunny 5d w wersji GTi jeździł Olgierd Halski w pierwszej serii serialu "Ekstradycja". Oprócz wersji GTi była też GTi-R z silnikiem o mocy 226 KM (również tylko jako 3-d) i napędem na cztery koła. Obok silników benzynowych oferowano też diesla o pojemności 2,0 l i mocy 75 KM. Japońska wersja zwana Pulsar, dostępna tylko w wersji 3-d, napędzana była silnikami 1,5 l (94 KM) i 2,0 l (230 KM). Oprócz modelu Traveller produkcję zakończono w 1995 roku. W statystykach bazawaryjności Sunny N14 wypada lepiej, niż jego następca. W 1995 r., Nissana Sunny N14 (w Europie) zastąpił Nissan Almera N15.
Na bazie modelu Sunny N14 powstało małe coupe nazwane Nissan 100NX.

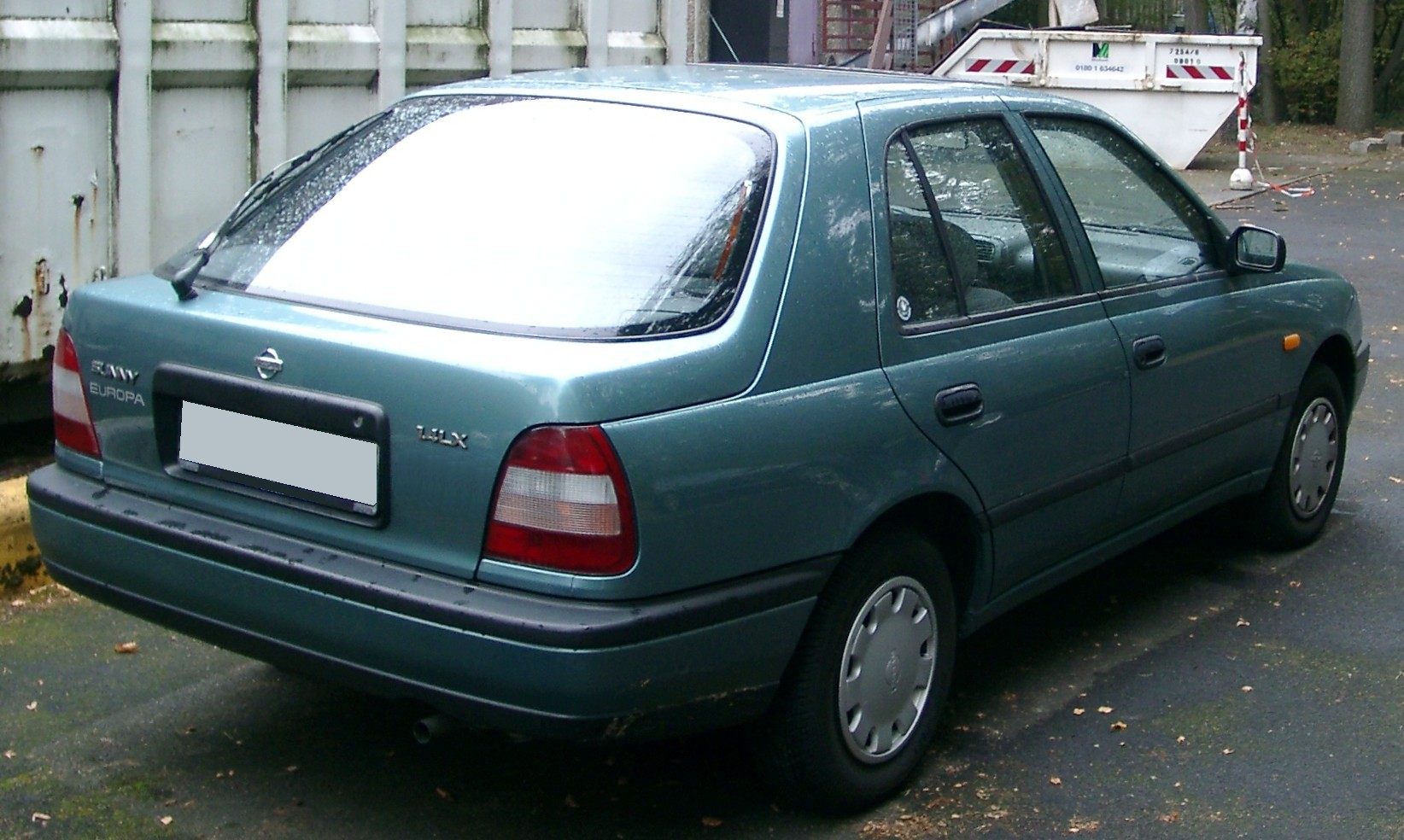
Nissan Sunny N14 5d – tył

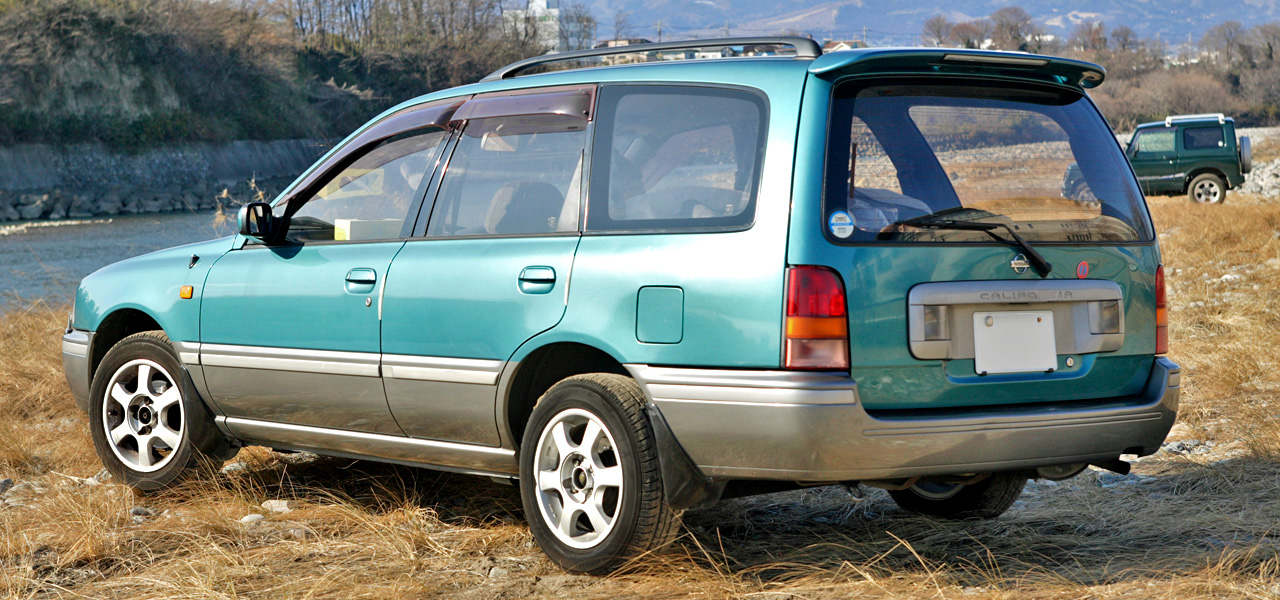
Nissan Sunny Traveller California

## B14
W 1994 r. zaprezentowano model Sunny/Sentra B14. W Japonii sedana nazywano Sunny, kombilimuzynę Pulsar a coupe Lucino. Luksusową wersję sprzedawano jako Presea. W USA 4-drzwiowego sedana nazwano Sentra a dwudrzwiowego 200SX, nie miał on jednak nic wspólnego z większym coupé o tej samej nazwie (200SX/Silvia). Do napędu użyto silników 1,5 (105 KM) i 1,8 l (140 KM). Mimo że były one znacznie mocniejsze, niż te stosowane w siostrzanej Almerze, to auto zyskało miano ociężałego i gorzej się prowadziło. Było to spowodowano m.in. zastąpieniem tylnego niezależnego zawieszenia belką skrętną. Produkcję zakończono w 1998 r.

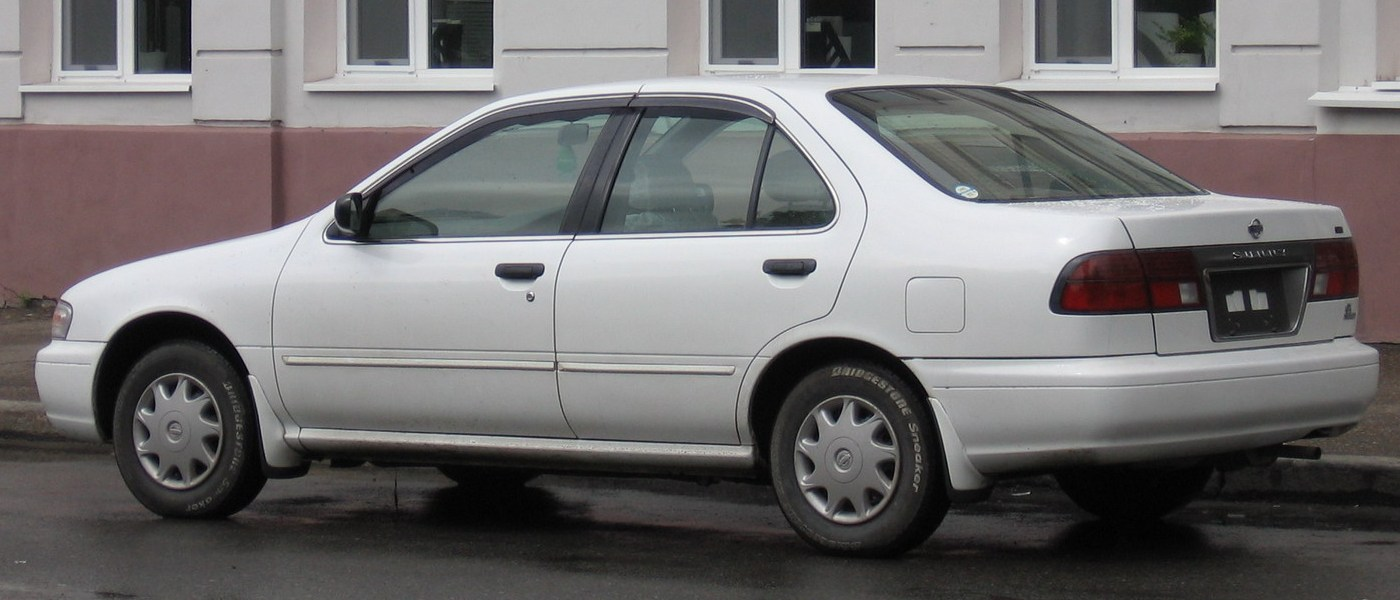
Nissan Sunny B14 4d

## B15/N16

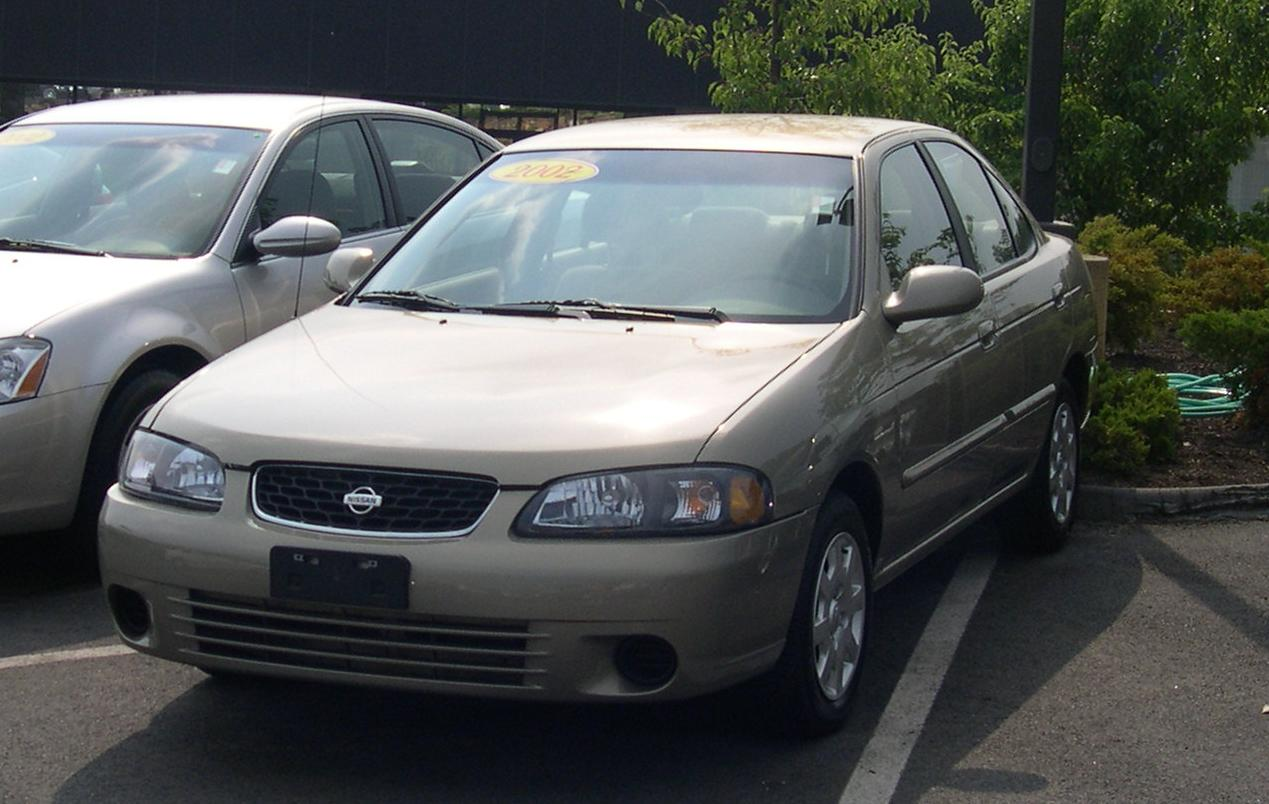
Nissan Sentra B15

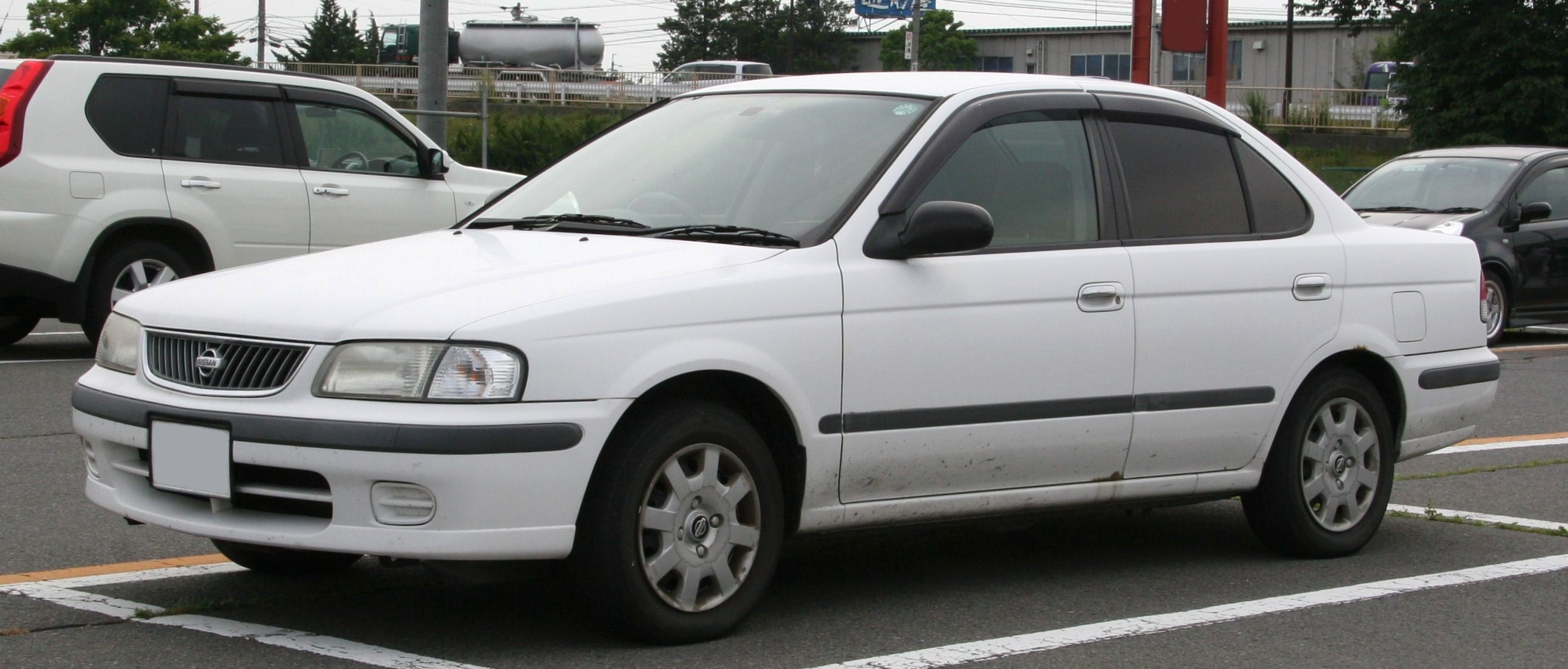
NISSAN Sunny B15, 1998-2002

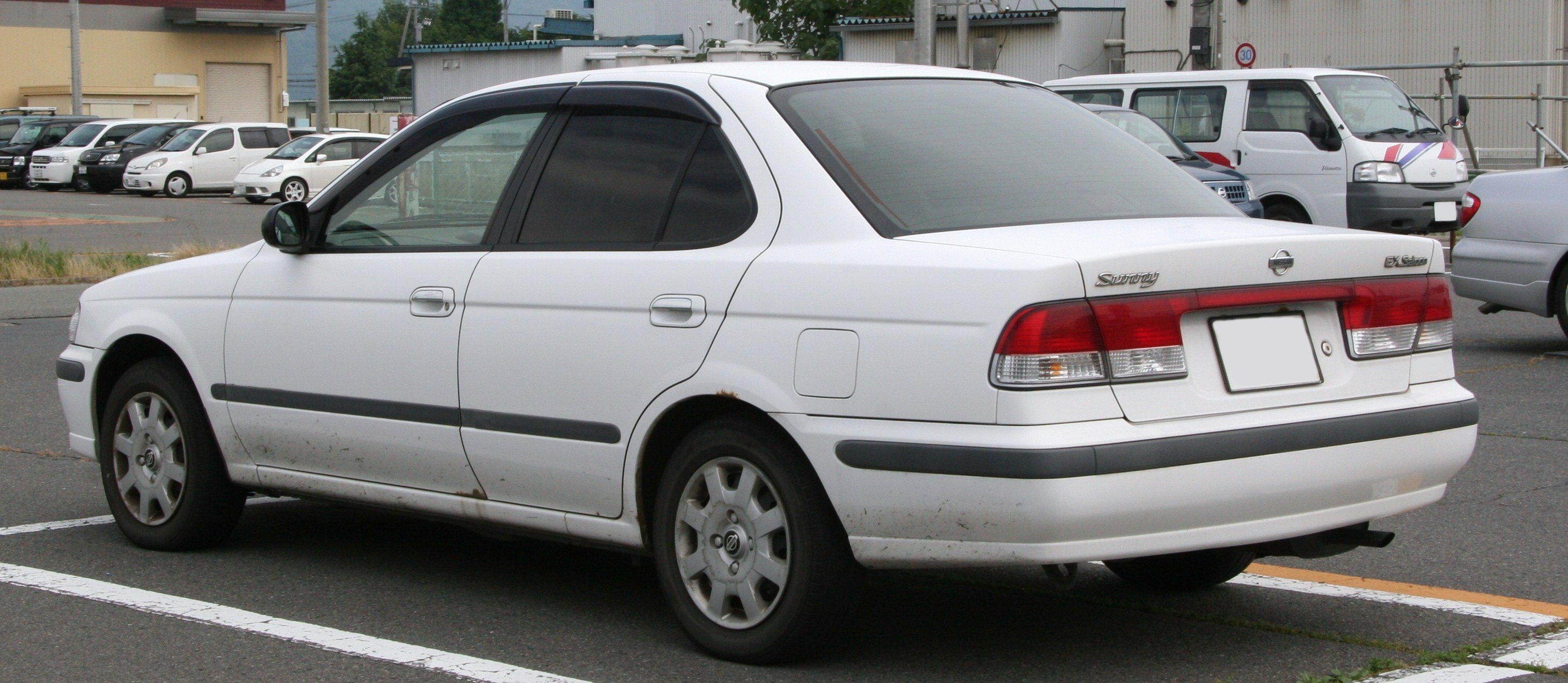
NISSAN Sunny B15, 1998-2002

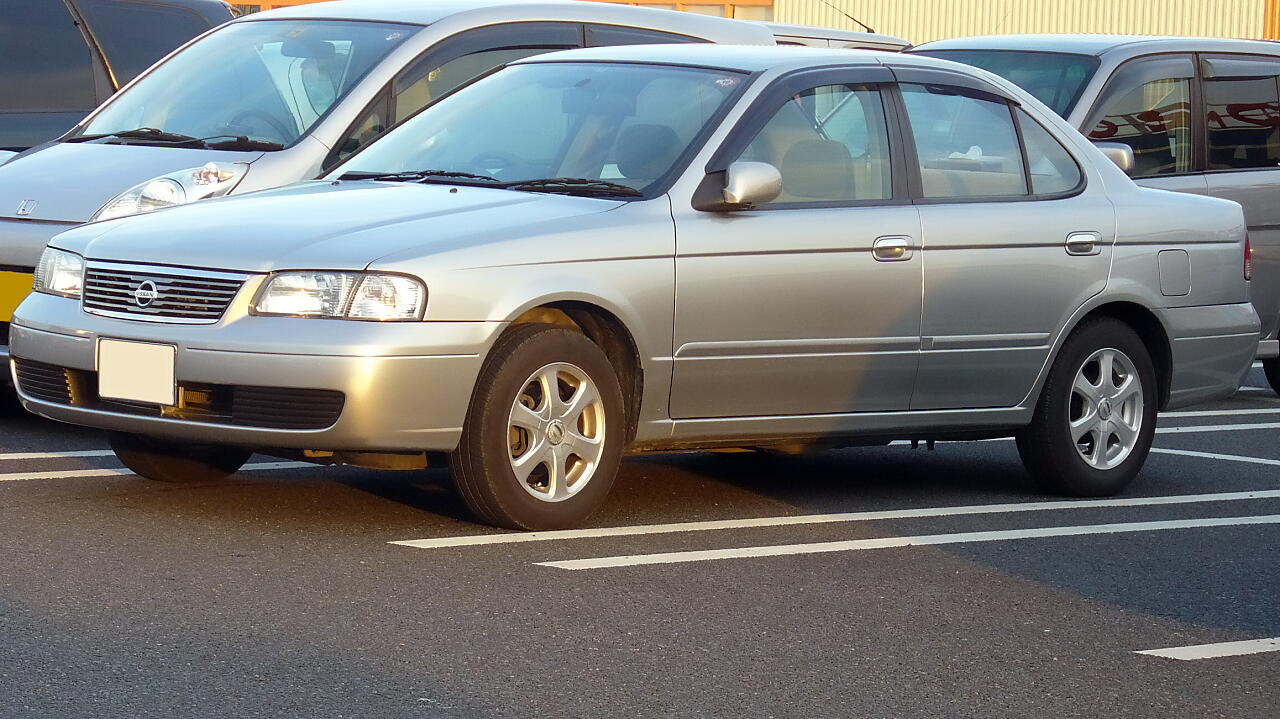
Nissan Sunny, 2002-2004 (B15)

Model Sunny B15 (Japonia) zaprezentowano w 1998 roku. W ofercie jest tylko 4-drzwiowy sedan, napędzany silnikami 1,3 (87 KM), 1,5 (105 KM), 1,6 (175 KM) i 1,8 l (130 KM). Na rynku amerykańskim model B15 zadebiutował jako Sentra w roku 2000. Napęd stanowiły silniki czterocylindrowe o pojemnościach 1,8 (126 KM) i 2,0 l (145 KM). W 2002 r. silnik 2,0 został zastąpiony przez 2,4 l (165 lub 175 KM).
Zaprezentowana w 2000 r. Almera N16, zaprojektowana z myślą o rynku europejskim, jest oferowana w wersji 4-drzwiowej na rynkach bliskiego wschodu jako Nissan Sunny, a w Tajlandii jako Sunny Neo. Do ich napędu przewidziano silniki o pojemnościach 1,3 (90 KM), 1,6 (118 KM) i 1,8 l (114 KM).
W 2006 r. zadebiutowała zrestylizowana wersja modelu Bluebird Sylphy poprzedniej, XI generacji. W Afryce i Azji sprzedawana jest pod nazwą Sunny, a w Rosji i na Ukrainie – jako Almera Classic. Auto jest produkowane przez Renault Samsung Motors w Korei i jest odpowiednikiem oferowanego na tamtejszym rynku Samsunga SM3.
Model ten napędzany jest silnikami 1,6 l/107-116 KM.

### Sunny 2011
Najnowsza generacja zadebiutowała w grudniu 2010 roku i trafiła do produkcji w 2011 roku. Występuje pod nazwami: Sunny w Azji, Latio w Japonii, Versa w Amerykach oraz Almera w Australii i Nowej Zelandii. W Indiach natomiast sprzedawane auto jest sprzedawane równolegle pod dwoma markami - pod szyldem Nissana oraz (wyłącznie na indyjskim rynku), także jako Renault Scala. Auto jest napędzane silnikiem benzynowym 1.5 HR15DE o mocy 98 KM / 134 Nm przekazującym ją na przednią oś opcjonalnie za pomocą skrzyni Xtronic CVT. W ofercie jest także silnik 1.5 dCi 86 KM / 200 Nm. Bagażnik tego sedana mieści 490 litrów bagażu.